# Mardil
En el universo imaginario de J. R. R. Tolkien y en los apéndices de la novela El Señor de los Anillos, Mardil fue el primer Senescal de Gondor en asumir la regencia del reino.

## Historia
Nació en el año 1960 de la Tercera Edad del Sol y es hijo de Vorondil el cazador. Asumió la senescalía al morir su padre en 2029 T. E., durante el reinado de Eärnil II y continuó durante el de Eärnur. Es el último en tener un nombre quenya y puede traducirse como «fiel a la casa»; sus descendientes asumieron nombres en sindarin. 
Cuando el rey desapareció tras viajar a Minas Morgul para contestar al desafío del Rey Brujo de Angmar, en el año 2050 T. E., Mardil asumió el mando de Gondor "hasta el retorno del rey". Pero esto quedaría como una mera fórmula, pues sus descendientes, cada vez más señoriales, estaban menos dispuestos a reconocer que a pesar de todo no eran reyes. El último y más orgulloso de esta larga línea sería Denethor II.
Mardil murió en el año 2080 T. E. y fue sucedido por su hijo Eradan.